# ليلي تشانغ
ليلي تشانغ (بالإنجليزية: Lily Zhang) هي لاعبة تنس الطاولة أمريكية، ولدت في 16 يونيو 1996 في ريدوود في الولايات المتحدة.

## وصلات خارجية
- ليلي تشانغ على موقع منظمة تنس الطاولة العالمي (الإنجليزية)
- ليلي تشانغ على موقع اللجنة الأولمبية الدولية (الإنجليزية)
- ليلي تشانغ على موقع أوليمبيديا (الإنجليزية)
- ليلي تشانغ على موقع اللجنة الأولمبية والبارالمبية الأمريكية (الإنجليزية)